# Bureaubladachtergrond
Een bureaubladachtergrond of (meer gebruikt) desktop wallpaper (Engels) is een kleur of een afbeelding die als achtergrond dient op een computerscherm.
Met de bureaubladachtergrond kan de computergebruiker een eigen smaak aan de computer geven. Sommigen geven de voorkeur aan een neutrale achtergrond maar anderen houden juist van een opvallende afbeelding. Meestal staan er pictogrammen op het bureaublad waarmee programma's gestart kunnen worden.
Soms kunnen achtergronden een reeks van foto's laten zien als een diavoorstelling.
Het Engelse woord voor bureaubladachtergrond is "wallpaper", wat behang betekent.

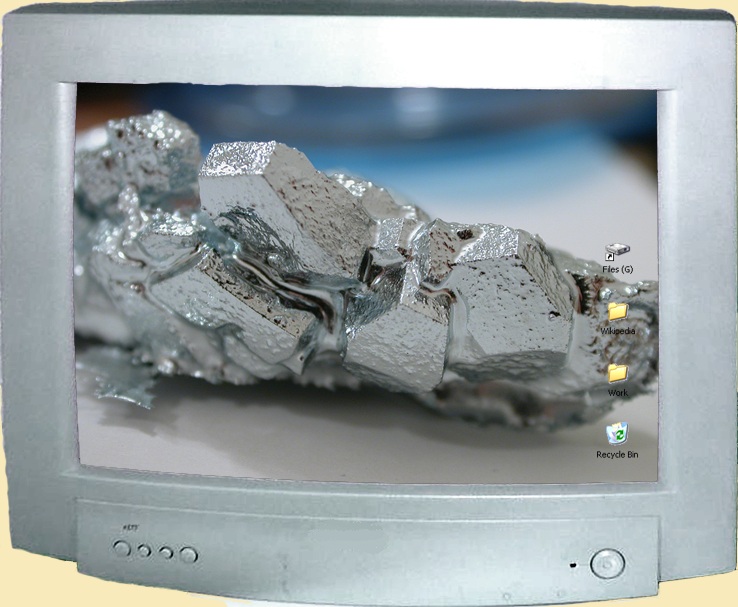
Een computerscherm met een opvallende achtergrond
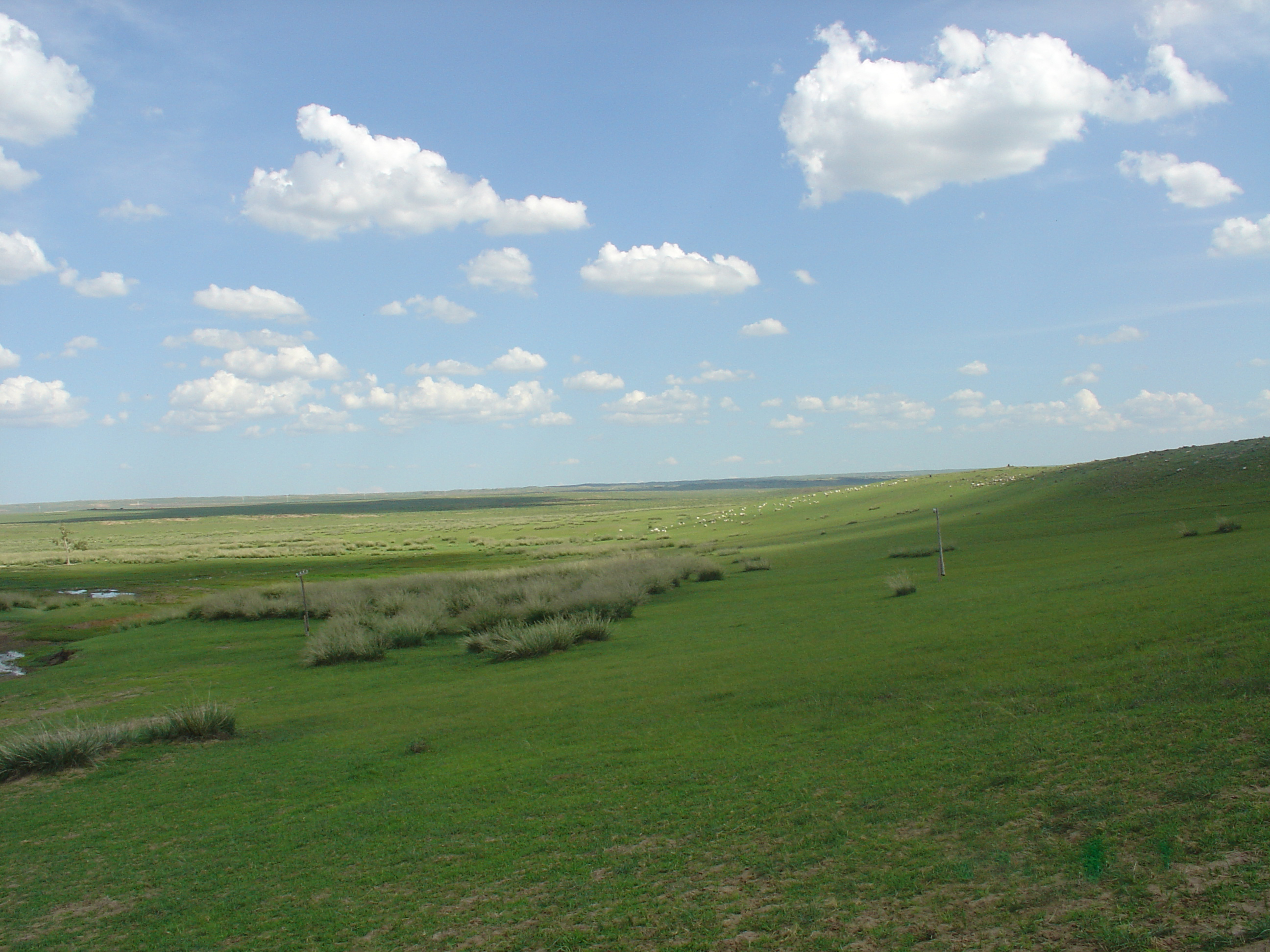
Een landschap kan als achtergrond dienen. Deze afbeelding lijkt een beetje op de standaardachtergrond van Windows XP.
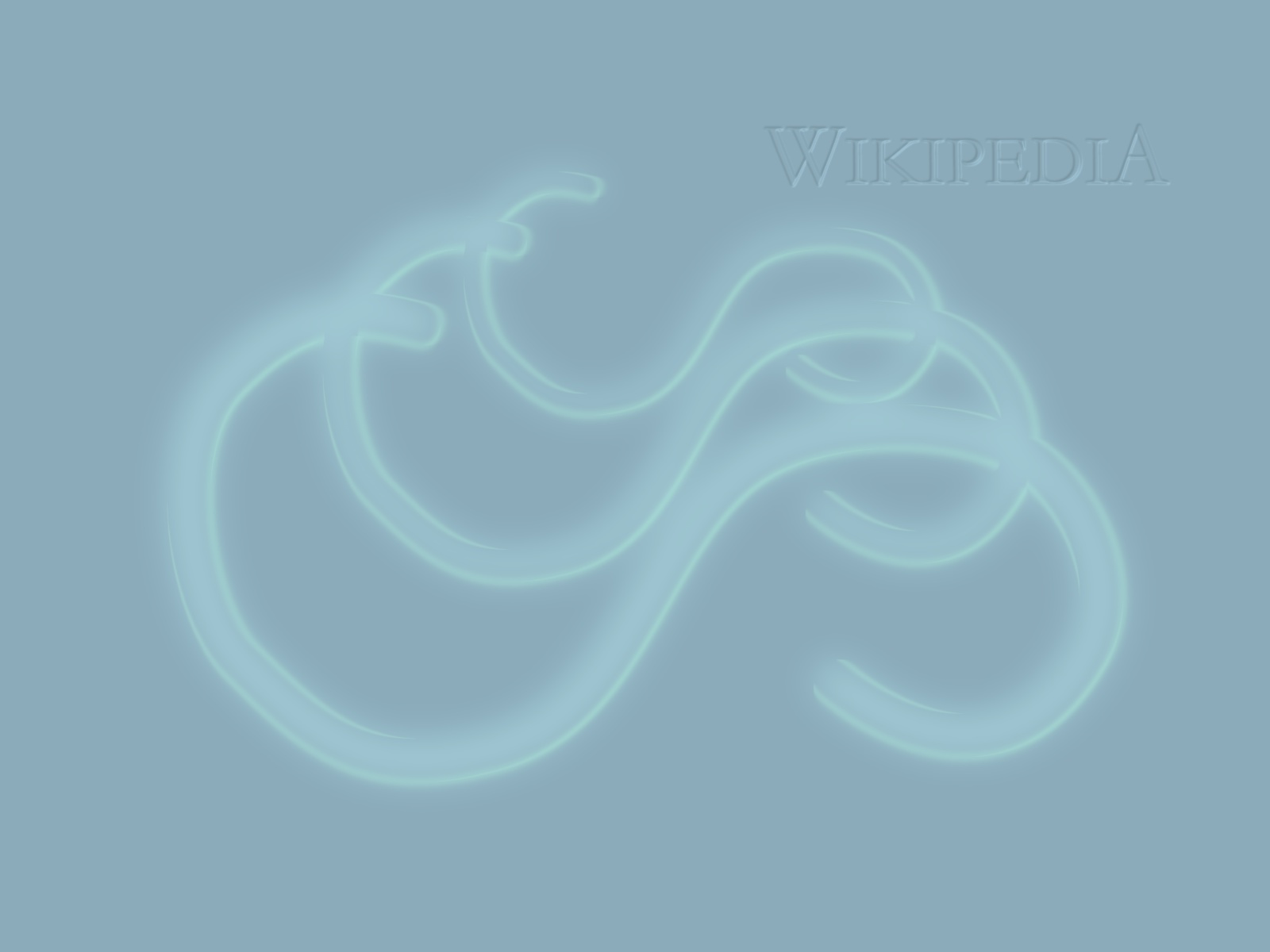
Een voor Wikipedia ontworpen blauwe achtergrond
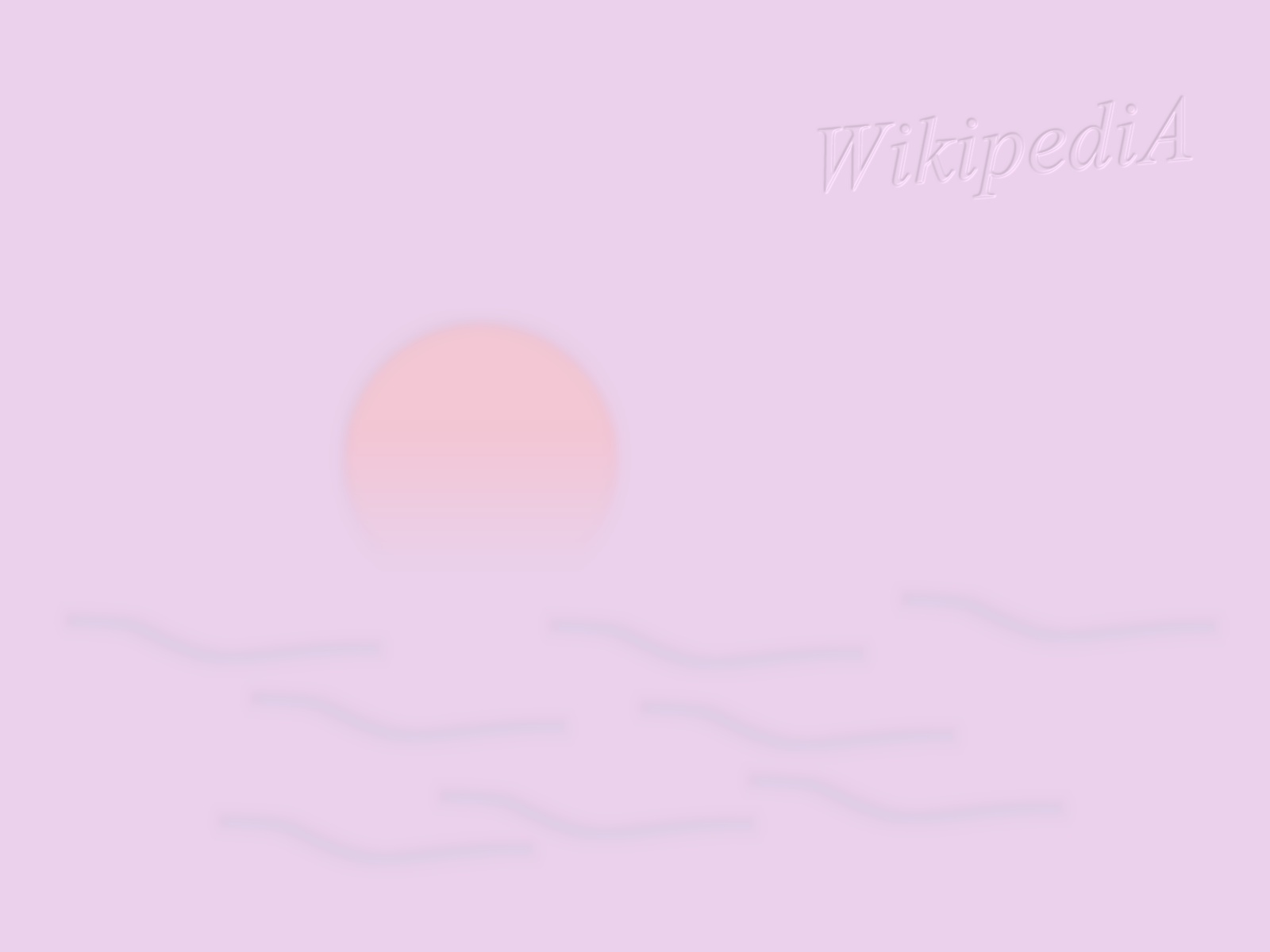
Een voor Wikipedia ontworpen roze achtergrond